# (9932) Копылов
(9932) Копылов (лат. Kopylov) — типичный астероид главного пояса. Он был открыт 23 августа 1985 года советским астрономом Черных Н. С. в Крымской обсерватории и назван в честь советского астронома Ивана Михеевича Копылова, с 1966 по 1985 год возглавлявшего Специальной астрофизической обсерватории РАН.
- Орбита астероида Копылов и его положение в Солнечной системе